# 桃園市立自強國民中學
- 關於更多名為自強國中的國民中學，請見「自強國中」。

桃園市立自強國民中學（英文：Tzu Chiang Junior High School），簡稱自強國中，位於台灣桃園市中壢區內壢地區，創立於1980年。

## 校園歷史

### 演變與發展
- 1979年：於內壢國中辦公室成立桃園縣立自強國民中學籌建委員會。
- 1980年：8月6日成立桃園縣立自強國民中學，暫借自立國小上課。
- 1981年：新建校舍於12月26日落成，遷入現址上課。
- 2010年：奉准成立美術班及體育班。
- 2014年：12月25日，因應桃園縣升格改制為直轄市，更名為桃園市立自強國民中學。

### 歷任校長
| 任期 | 姓名       | 任職日期  | 離職日期  | 備註                                                               |
| ---- | ---------- | --------- | --------- | ------------------------------------------------------------------ |
| 1    | 彭得財先生 | 1980年8月 | 1986年7月 | 原桃園縣立永安國民中學校長轉任，調任桃園縣立仁美國民中學。         |
| 2    | 傅朝枝先生 | 1986年8月 | 1996年7月 | 原桃園縣立凌雲國民中學校長轉任，調任桃園縣立慈文國民中學。         |
| 3    | 鍾禮章先生 | 1996年8月 | 2000年7月 | 原桃園縣立大溪國民中學校長轉任，調任桃園縣立八德國民中學。         |
| 4    | 陳桂育女士 | 2000年8月 | 2006年7月 | 原桃園縣立八德國民中學校長轉任，調任桃園縣立平興國民中學。         |
| 5    | 徐小玲女士 | 2006年8月 | 2012年7月 | 原桃園縣立瑞原國民中學校長轉任，調任桃園縣立龜山國民中學。         |
| 6    | 莫麗珍女士 | 2012年8月 | 2016年7月 | 原總務主任升任，調任桃園市立武漢國民中學。                         |
| 7    | 蘇品如女士 | 2016年8月 | 2022年7月 | 原桃園市教育局學生輔導諮商中心主任升任，調任桃園市立桃園國民中學。 |
| 8    | 詹昭棣先生 | 2022年8月 | 2025年7月 | 原桃園市立過嶺國民中學校長轉任，任內退休。                         |
| 9    | 秦秀媛女士 | 2025年8月 | 現任      | 原桃園市立仁和國民中學教務主任升任。                               |

## 學區
興仁里、中正里、中山里、中興里、篤行里、自立里、自信里、自強里、莊敬里、自治里、仁德里、仁和里、仁祥里、華勛里、仁愛里（第1－6、8－20鄰）、華愛里、仁美里（第24－25鄰）、仁美里（第22－23、26鄰）【為自強、東興、龍興國中共同學區】。

## 週邊地點
- 內壢車站
- 元智大學
- 興仁國小
- 自立國小
- 中正國小
- 自立新村
- 桃園市立圖書館(自強分館)

## 著名校友
- 陳斯亞：臺灣女藝人。
- 楊宗緯：臺灣華語流行音樂男歌手。
- 萬美玲：現任第10屆立法委員，曾任桃園市議會議員。
- 黃建碩：長號首席

## 外部連結
- 桃園市立自強國民中學 （页面存档备份，存于）